# Gampel
Gampel (toponimo tedesco) è una frazione di 1 332 abitanti del comune svizzero di Gampel-Bratsch, nel Canton Vallese (distretto di Leuk).

## Storia

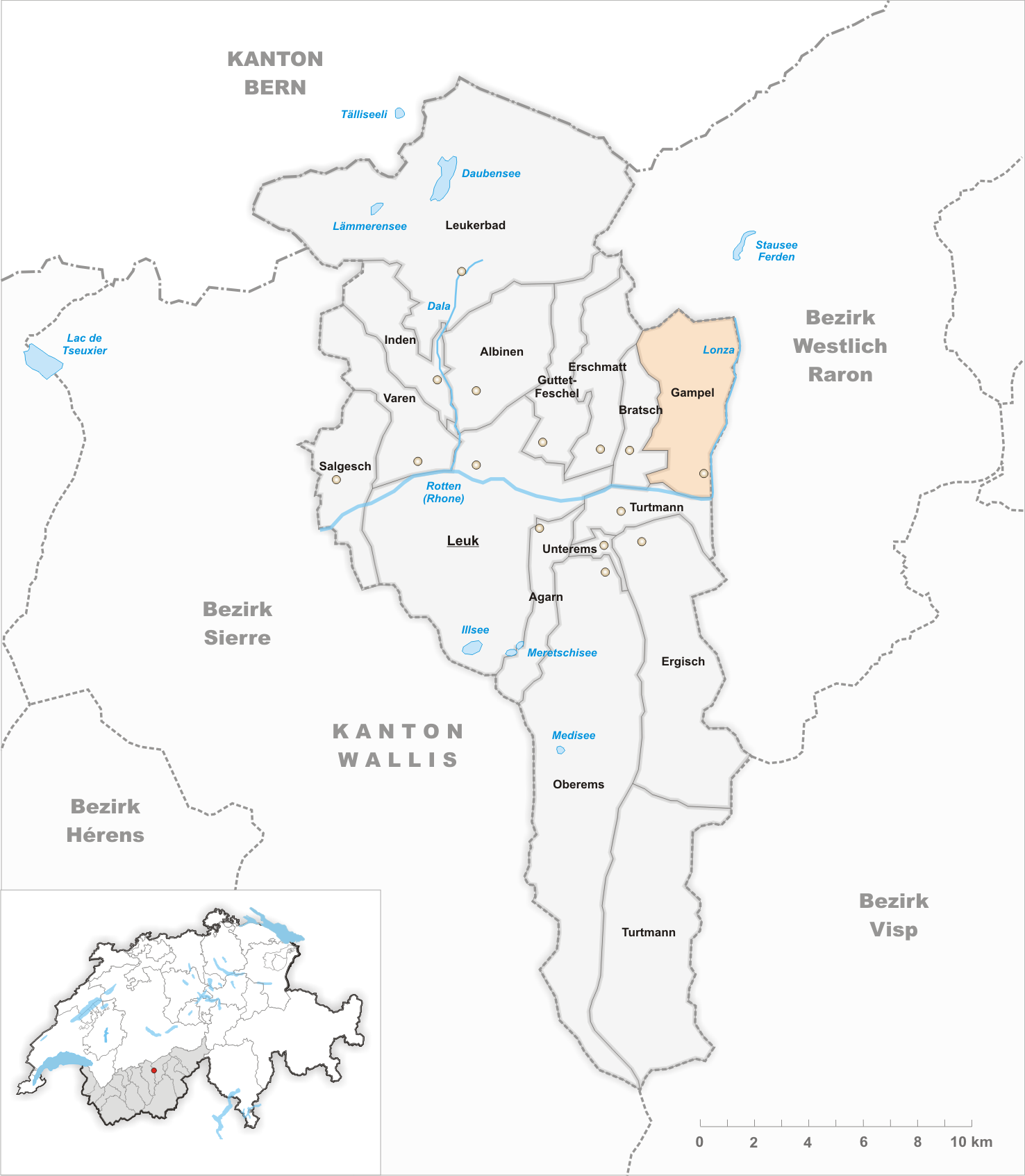
Il territorio del comune di Gampel prima degli accorpamenti comunali del 2009

Già comune autonomo che si estendeva per 16,9 km² e che comprendeva anche la frazione di Jeizinen, nel 2009 è stato accorpato all'altro comune soppresso di Bratsch per formare il nuovo comune di Gampel-Bratsch, del quale Gampel è il capoluogo.

## Monumenti e luoghi d'interesse
- Chiesa parrocchiale cattolica di San Teodulo, eretta nel 1880[1].

## Società

### Evoluzione demografica
L'evoluzione demografica è riportata nella seguente tabella:
Abitanti censiti

## Infrastrutture e trasporti
Gampel è servito dalla stazione di Gampel-Steg, sulla ferrovia Losanna-Briga.

## Amministrazione
Ogni famiglia originaria del luogo fa parte del cosiddetto comune patriziale e ha la responsabilità della manutenzione di ogni bene ricadente all'interno dei confini della frazione.